# Gamète
Pour le genre de coléoptère de la famille des Cetoniidae, voir Gametis.
Un gamète est une cellule reproductrice généralement haploïde spécialisée dans la fécondation, ou gamie (c'est-à-dire capable de fusionner avec un autre gamète, de type complémentaire le cas échéant), chez les Eucaryotes. Les gamètes sont des cellules spécialisées participant à la reproduction sexuée en réalisant le passage entre phase haploïde et phase diploïde lors de la fécondation. Les gamètes peuvent être morphologiquement (mais pas génétiquement) identiques chez tous les individus d'une population (par exemple chez de nombreuses espèces d'algues vertes), la fécondation est alors une isogamie, il n'y a pas de femelle ni de mâle ; lorsque les gamètes n'ont pas la même taille (par exemple chez les animaux), on parle d'anisogamie et le gamète femelle est le plus gros des deux.

## Définition

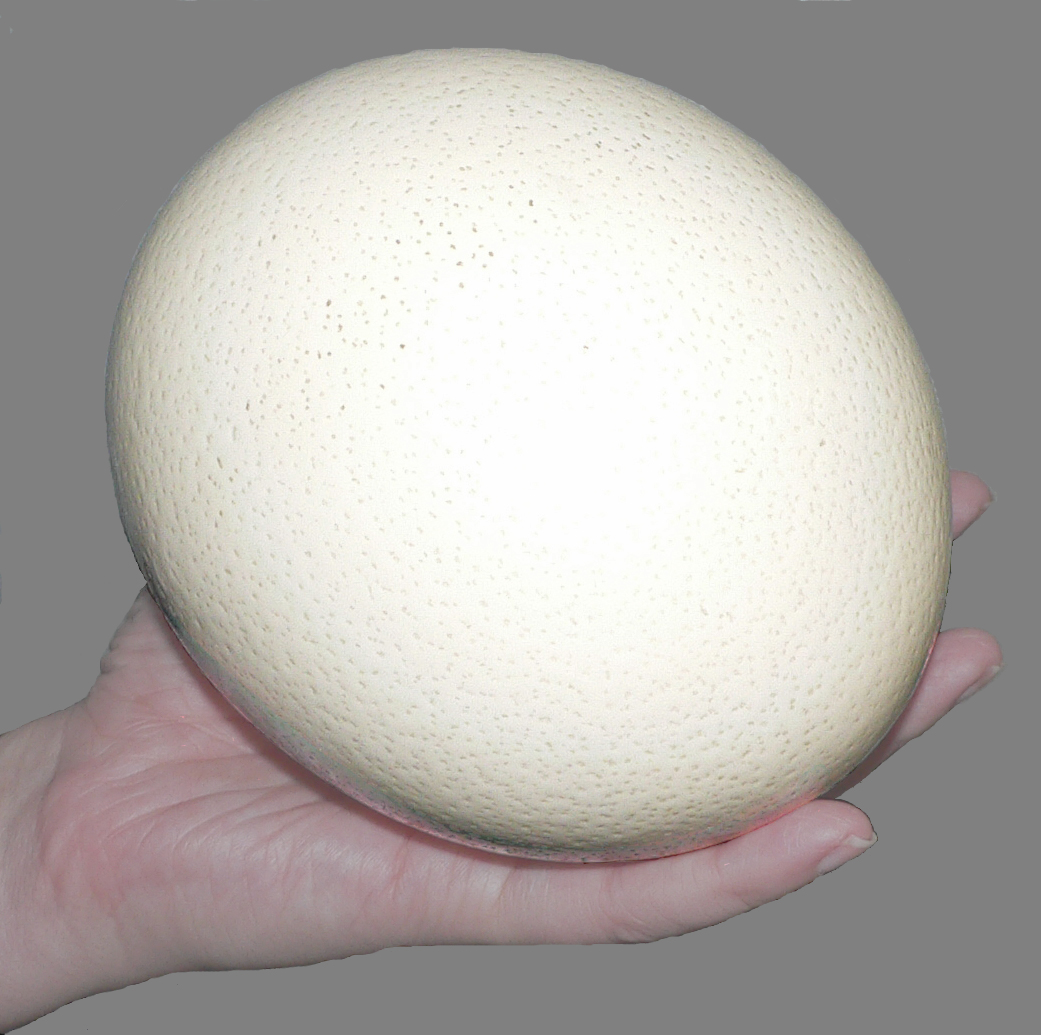
Le plus gros gamète du monde vivant actuel est caché dans cette coquille car c'est celui produit par l'autruche femelle : le jaune de cet œuf.

Le mot « gamète » a été inventé à partir des noms « γαμέτης », gamétês, et « γαμέτις », gamétis, qui, en grec ancien, désignent respectivement l'époux et l'épouse.
Les gamètes sont des cellules haploïdes, c'est-à-dire qu'elles contiennent une collection complète de n chromosomes, en un seul exemplaire chacun. Il existe quelques rares exceptions particulières qui sont liées à certains types de polyploïdies.
Le processus qui conduit à la formation des gamètes est appelé la gamétogenèse. Selon les espèces, la spécialisation cellulaire conduisant à la formation des gamètes inclut ou non une division cellulaire particulière, la méiose, qui permet le passage de l'état diploïde à l'état haploïde et la recombinaison entre les allèles paternels et maternels (enjambement).
Le processus qui réalise la fusion de deux gamètes est appelé la fécondation ou gamie; c'est l'événement complémentaire de la méiose. La fécondation produit une nouvelle cellule unique, appelée zygote, dont le nombre de chromosomes à 2n est le double de celui des gamètes. Le développement du zygote peut produire un organisme nouveau de type diploïde dans certains cas (par exemple chez les mammifères et chez les Embryophytes). Dans d'autres cas, le zygote peut entrer en méiose après une phase de repos (par exemple chez les algues du genre Chlamydomonas, ou chez Plasmodium qui est le pathogène unicellulaire à l'origine du paludisme).
Chez certaines espèces, par exemple plusieurs algues vertes de la classe des Ulvophyceae, les gamètes sont d'apparence et de taille identiques : la fécondation est dite isogame. Chez de nombreuses espèces, en revanche, il existe deux types de gamètes qui sont différenciables par la taille et éventuellement par l'apparence : la fécondation est alors dite anisogame. Les petits gamètes, ou microgamètes, définissent l'individu qui les produit comme étant de sexe mâle, les gros gamètes, ou macrogamètes, de sexe femelle. La différence de taille peut être ténue comme chez certaines algues vertes, ou considérable avec comme exemple extrême celui de l'autruche puisque son œuf avant fécondation est pour l'essentiel un gamète femelle.
Selon les groupes phylogénétiques auxquels les espèces appartiennent, les gamètes peuvent être mobiles ou non. Lorsque, pour une espèce, seul un des deux types est mobile, c'est toujours le gamète mâle, et celui-ci prend alors le nom de spermatozoïde. Le gamète femelle est, quant à lui, un ovocyte. Chez les plantes à fleurs, au contraire, il n'y a plus aucun gamète mobile, et le rapprochement des gamètes est assuré par une dissémination passive du pollen puis une germination dans les tissus de la fleur.
Pour certaines espèces, il existe une paire de chromosomes particuliers, appelés hétérosomes, porteurs de la différenciation sexuelle, qui sont dissemblables ou non selon le sexe, qui vont se répartir de manière différente entre les gamètes. C'est notamment le cas chez l'être humain : les ovocytes sont tous porteurs de vingt-deux chromosomes somatiques et d'un hétérosome X, les spermatozoïdes sont porteurs de vingt-deux chromosomes somatiques et soit d'un hétérosome X, soit d'un héterosome Y. Dans le cas des humains, c'est donc l'apport chromosomique du gamète mâle qui détermine, après la fécondation, le sexe génétique du zygote puis de l'embryon (XX pour les femelles, XY pour les mâles).

## Premières observations
Les premières observations de gamètes accompagnent le développement de l'utilisation du microscope, elles sont réalisées, en l'occurrence sur des spermatozoïdes humains, en 1677 par un étudiant, Louis Dominicus Ham, en formation chez le savant néerlandais Leeuwenhoek,. Le rôle exact de ces « animalcules » n'est cependant pas élucidé et toutes sortes de théories sont échafaudées. La fécondation ne sera observée qu'en 1875, par Oscar Hertwig, sur la reproduction de l'oursin.
L'emploi du mot « gamète » pour désigner les cellules reproductrices sexuées se généralise à la fin du XIXe siècle. Il aurait été inventé par le botaniste allemand Eduard Strasburger. Le mot paraît notamment en 1880 dans un de ses écrits sur la formation et la division de la cellule : Zellbildung und zellteilung. Son usage est ensuite introduit et vulgarisé en France par le botaniste Philippe van Tieghem grâce à la diffusion de son traité de botanique de 1884.

## Règne animal
Chez l'humain, comme la plupart des animaux, (sauf les protozoaires), les gamètes femelles sont les ovules et les gamètes mâles les spermatozoïdes. Les organes produisant les gamètes sont appelés gonades. La formation des gamètes est la gamétogénèse : spermatogenèse pour les gamètes mâles, ovogenèse pour les gamètes femelles. La division cellulaire qui a lieu pendant la gamétogenèse et qui fait passer la cellule de l'état diploïde à l'état haploïde est la méiose.
Les gamètes issus de cellules germinales ont des structures variées. Les gamètes femelles sont généralement des cellules volumineuses, contenant beaucoup de cytoplasme et d'organites. Les gamètes mâles sont de petites cellules au cytoplasme très réduit. Elles sont la plupart du temps mobiles et capables de déplacement actif.

### Chez les humains
Les gamètes sont produits dans les gonades (ovaires ou testicules) et sont dérivés de cellules germinales primordiales.
Les cellules germinales primordiales naissent de l'épiblaste au moment de la gastrulation et sont diploïdes. La gastrulation est le stade des migrations cellulaires.
Les cellules germinales se regroupent sur la paroi postérieure de la vésicule vitelline. Une fois rassemblées, elles migrent dans les gonades par leur mouvement propre dit amiboïde lors de la sixième semaine. Une fois dans les gonades, les cellules deviennent des gonocytes qui sont des cellules fixes. Les gonocytes expriment le sexe de l'individu exprimé dans la gonade.
Les gamètes mâles se multiplient par mitose jusqu'à 7 mois de développement de l'embryon, puis entrent en phase G0 jusqu'à la naissance.
Les gamètes femelles se multiplient par mitose jusqu'à 7 mois puis font une première prophase de division méiotique et leur cycle cellulaire se bloque au diplotène (stade dictyé).
À ce stade les gamètes sont toujours des cellules diploïdes.

#### Gamètes mâles
Les gamètes mâles sont stockés dans les testicules, situées dans le scrotum. Lors de l'éjaculation (contenant de 2 à 6 ml de sperme), on retrouve de 50 à 100 millions de spermatozoïdes par millilitre de sperme. Seulement 1 % d'entre eux pourront franchir la jonction vagin-cavité utérine. Seulement une dizaine de spermatozoïdes arriveront jusqu’à la trompe de Fallope où réside l'ovule fécondable.
Les spermatozoïdes humains restent capables de féconder un ovule pendant une durée dépassant rarement les 72 heures. En effet, la jonction vagin-cavité utérine (c'est-à-dire le canal cervical du col de l'utérus) contient des cryptes dont le milieu est favorable à la survie des spermatozoïdes (jusqu’à 72 heures après le rapport). Cela explique que parfois le rapport n'est fécondant que 1 ou 2 jours après.

#### Gamètes femelles
Les gamètes femelles sont sécrétés par les ovaires et se retrouvent dans les trompes de Fallope. Ils peuvent alors être fécondés par un spermatozoïde au niveau de l'ampoule tubaire (une portion de la trompe de Fallope) et non pas dans l'utérus (ce qui explique la survenue de grossesses extra utérines : elles sont dues à l'absence de migration de l’œuf fécondé de la trompe à la cavité utérine).

## Chez les végétaux
Chez les plantes à graines, les gamètes mâles n'ont pas de mot particulier pour les nommer, le terme spermaties ne s'appliquant qu'à certaines algues ou champignons. Ils sont produits et transportés par le grain de pollen, qui est un gamétophyte. Les gamètes femelle sont produits dans le gamétophyte femelle, situé dans l'archégone dans un cône (cas des gymnospermes) ou dans l'ovule dans l'ovaire dans la fleur (cas des plantes à fleurs). Le gamète femelle porte le nom d'oosphère.
Chez les ptéridophytes ou les bryophytes les gamètes mâles, ou anthérozoïdes (assimilables aux spermatozoïdes) sont produits par les anthéridies ,